# Madame Vincent Auriol
'Madame Vincent Auriol' est un cultivar de rosier hybride de thé obtenu avant 1948 par Mme Charles Mallerin et mis au commerce en 1951 par URS-Meilland. Il rend hommage à l'épouse du président de la République française Vincent Auriol (président de 1947 à 1954), née Michelle Aucouturier (1896-1979).

## Description
Cette rose présente un long bouton qui donne naissance à une grosse fleur double en forme de pivoine de couleur corail doré. Elle devient plus rose au fur et à mesure autour d'un cœur aux nuances dorées et elle est légèrement parfumée. Son buisson s'élève à 70 cm. Son feuillage est vernissé et vigoureux, son bois peu épineux.  
Cette rose à la floraison remontante a été très remarquée à sa sortie et a eu une belle notoriété tant en France qu'à l'étranger dans les années 1950, grâce à son coloris raffiné et sa forme de pivoine japonaise; mais elle est quelque peu oubliée aujourd'hui. Elle est issue du pollen de 'Trylon' et d'un semis non nommé.

## Hommages
- 1948: médaille d'or de la roseraie de Bagatelle[2].